# Salle de Soins en Algérie
La salle de soins en Algérie est la structure de base du système de santé national.
En 2019, l’Algérie comptait près de 6 500 salles de soins.
Ce sont des structures extra-hospitalières qui ont pour objectif un plus grand rapprochement des structures de prévention et de soins de base de la population, avant une orientation éventuelle vers les polycliniques et les hôpitaux.
C'est sous le patronage des hôpitaux algériens qu'est organisée et programmée la distribution des soins dans ces salles.
Le déploiement de ces salles de soins sur le territoire national algérien vise l’autonomisation totale de tout ce qui est soin de base et prévention.
Les malades algériens s’adressent ainsi aux salles de soins qui les orientent s'il le faut vers les hôpitaux qui ont pour vocation première l’hospitalisation.
Ainsi, le système de hiérarchisation de la carte sanitaire algérienne prévoit que les citoyens sont appelés à se diriger d’abord vers les structures de proximité que sont les salles de soins dans les quartiers et les villages avant de s’orienter vers les hôpitaux généraux.

## Construction
La réalisation d'une salle de soins été retenue dans le programme d'actions de chaque wilaya en Algérie.
Le lancement des travaux de sa construction s'opère selon une fiche technique des études administratives.
Il suffit que les habitants d'une localité citadine ou villageoise signalent l'absence d'une salle de soins dans leur proximité qu'un choix du terrain pour la réalisation de celle-ci soit effectué par une commission relevant de la daïra concernée.
La décision de cette commission se fait entre les terrains proposés par les habitants.
L'inauguration et la mise en service de cette entité médicale a pour objectif de soulager les malades des contraintes du déplacement jusqu'à d'autres unités sanitaires pour subir les soins nécessaires.
Ces salles de soins soulagent ainsi les malades de l'obligation de parcourir plusieurs kilomètres à pied pour une simple injection ou un pansement.

## Fonctionnement
Ce petit dispensaire fonctionne pratiquement en permanence dans la mesure où l'infirmier, responsable des soins, occupe en général un logement d'astreinte réalisé dans cet objectif.
Par ailleurs, des consultations hebdomadaires sont dispensées par les médecins détachés de la polyclinique de la tutelle directe.
Ce sont ainsi des médecins et des paramédicaux qui veillent au fonctionnement des salles de soins en Algérie.
Les malades se déplacent pour se faire ausculter dans ces annexes hospitalières qui ouvrent à 10h du matin pour fermer à 14h de l'après-midi.
Des injections médicales y sont effectuées.
Lorsque le cas du malade nécessite sa réorientation, une lettre à transmettre lui est remise pour être pris en charge dans un hôpital.
Chaque salle de soins doit en principe disposer d'une ambulance bien équipée.
Un contrôle de la tutelle sanitaire permet de suivre les prestations médicales de ces salles de soins dans les zones enclavées et déshéritées.

## Missions
Au lieu de se déplacer vers les polycliniques et les hôpitaux pour une simple vérification de tension artérielle, les citoyens algériens passent par les salles de soins du quartier ou du village.
L'aménagement de ces structures sanitaires de proximité offre à la population plusieurs prestations médicales y compris la vaccination pour les enfants en bas âge.
Un médecin généraliste y est disponible pour assurer les consultations médicales.
Malgré la réalisation de nouvelles salles de soins au niveau des communes éloignées, des villages et des quartiers des villes en Algérie, et ce pour assurer une bonne couverture sanitaire, le manque de personnel médical continue d'influer considérablement sur leur fonctionnement et sur la qualité des soins offerts aux patients.